# Trevor Burton (Leichtathlet)
Trevor Burton (* 24. Januar 1943) ist ein ehemaliger britischer Stabhochspringer.
Bei den British Empire and Commonwealth Games 1966 in Kingston wurde er für England startend Sechster. 1962 wurde er Englischer Hallenmeister. Seine persönliche Bestleistung von 4,57 m stellte er 1964 auf.